# Classic Rock
Classic Rock — британский журнал, посвящённый классическому року. Издаётся медиахолдингом Future Publishing, который также выпускает журнал Metal Hammer. Основная тематика «Classic Rock» — материалы о ключевых рок-группах, основанных с 1960-х до начала 1990-х. Журнал также включает статьи и обзоры современных и перспективных музыкантов, которых считает достойными упоминания как продолжателей традиций «классического» рока. Задуманный как одноразовый проект, «Classic Rock» стал одним из лучших музыкальных журналов в Великобритании, пользующийся признанием у читателей и уважением многих знаменитых рок-музыкантов. Сейчас журнал имеет более высокий тираж, чем New Musical Express.
27 марта 2018 года семейство британских специализированных музыкальных журналов Future, включая Classic Rock, провело ребрендинг и стало называться Louder (также известно как Louder Sound).

## Создание
Идея Classic Rock родилась у экс-заместителя главного редактора журнала Metal Hammer Джерри Юинга (англ. Jerry Ewing) (впоследствии редактор Classic Rock) вместе с его коллегой по журналу Дейвом Лингом (англ. Dave Ling) и художественным редактором Энди Райаном (англ. Andy Ryan) из Dennis Publishing. Они придумали одноразовое название, посвящённое классическому року, так как чувствовали, что с таким названием и тематикой журнал привлечёт большую аудиторию. В 1998 году издательство Dennis Publishing дало добро на первый пилотный выпуск Classic Rock, содержащий материал об Guns N' Roses, в том числе статью журналиста Мика Уолла, который стал известной персоной, когда Эксл Роуз оскорбил его на треке «Get in the Ring» с альбома Use Your Illusion II (строчка «not doing as I was told» посвящалась ему). Тираж продавался лучше, чем ожидалось, и печать журнала была продолжена. Уолл является одним из шести авторов, наряду с Юингом и Лингом, которые участвовали в той публикации, и они до сих пор пишут для журнала. Первоначально журнал привлёк определённую нишевую аудитории, но продажи росли, поскольку Classic Rock публиковал материал о таких группах, как Black Sabbath, Iron Maiden и Aerosmith, которые также появились на его обложке в первый год издания. Classic Rock привлекал тех, кто считал основные музыкальные издания, такие как Q и New Musical Express, чёрствыми и чересчур нацеленными на открытие «следующей большой вещи». Кроме того, в тот момент в хит-парадах преобладали поп-группы, а звукозаписывающие компании, кажется, не рисковали тратить деньги на группы, которые писали свои собственный материал. На волне растущей популярности Classic Rock вскоре стал регулярным изданием и теперь издаёт 13 выпусков в год.
В начале апреля 2013 года было объявлено о продаже журнала наряду с Metal Hammer за £10,2 миллиона (примерно $15,44 миллионов) новой компании TeamRock, основанной бывшим главой GMG Radio Джоном Майерсом. Компания TeamRock специализируется на выпуске и дистрибуции различного контента, ориентированного на поклонников рок-музыки. Сделка включала в себя полные права на оба журнала и дополнения к ним, а также права на проведение церемоний Golden Gods и Classic Rock Roll Of Honour. В качестве причины продажи журналов Марк Вуд, глава Future Publishing, указал, что «Classic Rock и Metal Hammer чрезвычайно успешные и отлаженные части Future, но они не являлись приоритетами в нашей стратегии роста». Приобретение журналов финансировалось компанией Harwood Private Equity, предоставившей средства TeamRock для «текущего развития» бизнеса.

## Ключевые группы
Журнал фокусируется на группах, основанных начиная с 1960-х годов. Действительно, многих музыкантов, которые появились на обложке журнала, уже нет в живых (Джими Хендрикс и Фил Лайнотт из Thin Lizzy появлялись на ранних обложках журнала, как и группы с умершими участниками, такие как Queen и The Who). Среди групп, которые появились на обложке 3 и более раз, на сегодняшний день, были: Queen, Guns N' Roses, Deep Purple,Black Sabbath/Оззи Осборн, Bon Jovi, Iron Maiden, Aerosmith, Led Zeppelin (Джимми Пэйдж был на обложке самостоятельно 3 раза), Metallica, Thin Lizzy, Pink Floyd, Джими Хендрикс, Genesis, AC/DC, и Mötley Crüe. Среди относительно молодых групп, появившихся на обложке были The Darkness и Velvet Revolver, которые появились на ней дважды. Несмотря на доминирующий характер групп, бесспорно попадающих в категорию классического рока, журнал также включает в себя хэви-метал, прог-рок, блюз и грандж группы. Последние выпуски содержали статьи о трэш-метал группе Slayer, а также о таких разнообразных группах, как Porcupine Tree, Buckcherry и Rodrigo y Gabriela. Ежемесячные обзоры метал и прогрессив-рок альбомов — характерная особенность журнала.

## Современные группы
Classic Rock рассматривает любые релизы, которые близко классифицируются как рок, в том числе альбомы, DVD-диски, концерты и книги. Это включает в себя ежегодную награду за лучшую новую группу. Такие группы, как Rose Hill Drive, Muse, DragonForce, Wolfmother и The Answer, все они появлялись на страницах журнала в последнее время.

## 100 величайших британских рок-альбомов
Для 91-го выпуска (апрель, 2006), журнал представил список «100 величайших британских рок-альбомов», за которые голосовали редакторы Classic Rock и различные люди, связанные с рок-музыкой (в том числе Гленн Хьюз из Deep Purple, участники Black Sabbath, Лемми из Motörhead и Фрэнсис Росси из Status Quo). Журнал решил квалифицировать AC/DC как британский коллектив, хотя группа была сформирована в Австралии. Оба вокалиста группы (Бон Скотт и Брайан Джонсон) и гитаристы Ангус и Малькольм Янги имеют британское происхождение. Led Zeppelin с альбомом «Led Zeppelin IV» заняли первое место.

## 100-й выпуск
100-й номер содержит все регулярные колонки и рубрики, кроме одной статьи, в которой 100 известным рок музыкантам было предложено написать часть статьи, о том кого они считают «иконой рока». Среди авторов были: Брайан Мэй, Лемми (который удостоил этого звания Тину Тернер, которая в свою очередь написала о Иэне Кэмфилде), Иэн Гиллан, Гэри Мур, Ангус Янг, Фил Коллинз, Себастьян Бах, Питер Фрэмптон, Джерри Кантрелл, Крис Корнелл, Пол Роджерс, Чад Смит, Джек Блэк, Закк Уайлд и Мэттью Беллами.

## Специальные выпуски

Логотип Classic Rock

В 2006 г. Classic Rock в сотрудничестве с Metall Hammer также издал специальные выпуски, посвящённые группам тяжёлого рока и метала 70-х (Выпуск I), 80-х (Выпуск II), и 90-х (Выпуск III). В 2007 г. было также издано три специальных выпуска, посвящённых одному жанру рок-музыки: блюз-рок (Выпуск I), прогрессив-рок (Выпуск II, который стал отдельным ежемесячным журналом из-за своей популярности, называется «Prog Rock»), хэви-метал (Выпуск III). К каждому прилагался бонусный DVD. Специальный коллекционный выпуск 2007 года был назван «High Voltage», содержащий истории от Мика Уолла (Mick Wall), с фотографиями Росса Хэлфина, о Джимми Пэйдже, Оззи Осборне, Эксле Роузе и др.
Недавно (2010) Classic Rock сотрудничал с лейблом Road Runner Record UK, чтобы издать Classic Rock Presents: содержащий альбом «Slash». Считается, что журнал стал первым достигшем вершины онлайн альбомного хит-парада, выпуск «Fan Pack» даёт европейским поклонникам дебютный сольный альбом Слэша, за один месяц до того, как будет издан стандартный выпуск с журналом посвящённому Слэшу. Партнёрство марок впервые выпустило известный альбом эксклюзивно с издательством журнала накануне общего издания альбома.

## Российское издание
В России журнал выпускался издательским домом «Брайт Медиа» с 2001 года, причём содержание британских и российских номеров отличалось. Но типичными для каждого выпуска разделами являлись краткие обзоры новостей («The New Rock Times»), статьи о записи песен («История одной песни»), блиц-интервью с музыкантами («Q & A», «Тяжёлая ноша»), воспоминания рок-звёзд о своих коллегах («Однажды мы с Хендриксом»), рецензии на альбомы («Hard Stuff»), обзоры бэк-каталогов различных рок-исполнителей и издателей («Классическая коллекция»), анонсы и отчёты о концертах («Radar»).
Также в 2007—2009 гг. вышли специальные выпуски, посвящённые декадам рока (70-е, 80-е, 90-е), на русском языке. Кроме того, в 2010 г. редакция российского Classic Rock самостоятельно издала спецвыпуск, посвящённый рок-музыке 60-х годов.
Осенью 2016 года выпуск российского издания был приостановлен на неопределённый срок в связи с финансовыми трудностями. Всего за пятнадцатилетний период было выпущено 143 номера.

## Classic Rock Awards
Classic Rock Awards — Roll of Honour Ежегодная премия за выдающиеся достижения в рок-музыке. Премия учреждена британским журналом Classic Rock. Вручается с 2005 года. Награждение проходит в Лондоне. Спонсорами премии являются компании Marshall и Gibson.
Список номинаций незначительно меняется. Так с 2006 года вручается премия «Вдохновение» имени Томми Вэнса, которой отмечаются заслуги покойных рок-музыкантов (премию получают родственники музыкантов). В 2008 году английская компания Marshall Amplification, занимающаяся производством звуковых усилителей учредила свой именной приз — Marshall ’11’ Award. Данным призом награждаются гитаристы.

### Classic Rock Awards — 2005
Церемония награждения проходила в лондонском клубе Cafe de Paris
- Living Legend Award (Живая легенда) — Лемми.
- Группа года — Queen + Paul Rogers
- Альбом года — Deadwing группы Porcupine Tree
- Лучшая новая группа — The Answer
- Возвращение года — Billy Idol
- Metal Guru — Judas Priest
- Классический автор — Иэн Хантер
- Классическая рок-коллекция — Deep Purple за бокс-сет The platinum Collection
- Классический альбом — In Rock группы Deep Purple
- Лучший шоумен — Артур Браун

### Classic Rock Awards — 2006
Церемония награждения проходила в Langham Hotel 6 ноября 2006 года.
- Living Legend Award (Живая легенда) Элис Купер. Премию вручал Брайан Мэй.
- Группа года Whitesnake. Премию Дэвиду Ковердейлу вручал Гленн Хьюз.
- Альбом года «A Matter of Life and Death» Iron Maiden. Премию получали Брюс Диккинсон и Адриан Смит, вручал Джастин Ли Коллинз с канала Channel 4.
- «DVD года» Whitesnake за «Live…In The Still of the Night» получал Ковердейл
- «Лучшая новая группа» — Roadstar
- «Событие года» Monters of Rock награду получила группа «Thunder» сопровождаемая промоутером Live Nation Стивом Хоумером
- «Возвращение года» New York Dolls за альбом One Day It Will (спустя 32 года)
- Переиздание года — альбом «A Night at the Opera». Премию получил менеджер группы Queen Джим Бич.
- «Классический автор» Queen (Брайан Мэй и Роджер Тейлор) награждали Мик Ральфс и Иэн Хантер
- Классический альбом — «Hysteria» Def Leppard
- Metal Guru — Ронни Джеймс Дио
- VIP Award — менеджер Iron Maiden Рон Смоллвуд (вручали Диккинсон и А. Смит)
- «Вдохновение» имени Томми Вэнса — Фил Линотт (премию получала мать Линотта — Филомена) вручал Скотт Горэм

### Classic Rock Awards — 2007
- Living Legend Award (Живая легенда) — Джимми Пейдж. Премию вручал Стивен Тайлер.
- Группа года — Rush
- Альбом года — Porcupine Tree
- DVD года — Frank Zappa (получал Элис Купер)
- Лучшая новая группа — Black Stone Chery
- Событие года — концерт Aerosmith в Гайд-Парке (вручал Джефф Бек)
- Возвращение года — группа Heaven & Hell (фактически вернулись Black Sabbath)
- Лучшее переиздание — «Alive», альбом группы KISS
- Классический автор — Status Quo
- Классический альбом — Meat Loaf
- Metal Guru — Тони Айомми (вручал Керри Кинг)
- Шоумен года — Джефф Уэйн (вручал Fish бывший фронтмен Marillion)
- Tommy Vance Inspiration — премия присуждена покойномуМику Ронсону (получали дочь Лиза и жена Сьюзи Ронсон) вручал Джо Элиот и Иэн Хантер
- The Childeline Award — Иэн и Джеки Пейс за работу с Sunflower Jam, группой которая собирает средства для детей больных раком
- Outstanding Contribution — Сторм Торгенсон (вручал Ник Мэйсон)

### Classic Rock Awards — 2008
Церемония награждения проходила 3 ноября 2008 года в London’s Park Lane Hotel
- Living Legend Award  (Живая легенда) — Оззи Осборн. Премию вручал Слэш.
- Marshall ’11’ Award (награда за гитарное мастерство) — Слэш.
- Группа года — Foo Fighters
- Альбом года«Good To be Bad» Whitesnake
- Best New Band «Лучшая новая группа» Airbourne
- DVD года AC/DC за бокс-сет Plug Me In (награду получил инженер AC/DC Майк Фрейзер)
- Event of the Year (Событие года) — концерт Led Zeppelin на лондонской площадке O2. Награду получал Харви Голдсмит
- The Armand de Brignac VIP Award (VIP награда «изменившие мир») Харви Голдсмит (вручала Шэрон Осборн)
- Лучшее переиздание Metallica — переиздание на виниле первых трёх альбомов группы. Премию получал один из первых менеджеров группы — Флемминг Расмусен.
- «Классический автор» — Питер Грин (вручал Гэри Мур)
- Классический альбом — Disraeli Gears группы Cream. Премию получал Джек Брюс, вручал Фил Манзанера
- Metal Guru — MC5. Премию получал бывший гитарист MC5 Уэйн Крамер (вручали Бобби Гиллеспи и Мани из Primal Scream)
- «Лучший шоумен» — Пол Стэнли (награду принял Джеф Бартон)
- Награда за благотворительность — Брайан Адамс (награду получал Дэнни Бауз), так как Адамс выступал в Кардиффе
- Tommy Vance Inspiration («Вдохновение» имени Томми Вэнса) — Премия присуждена покойному основателю группы Pink Floyd Сиду Баррету (получала сестра Сида — Розмари), вручал Тодд Рандгрен
- За выдающийся вклад — Джефф Бек (премию вручал Ронни Вуд)

### Classic Rock Awards — 2009
- Living Legend Award (Живая легенда) — Игги Поп.
- Группа года — Iron Maiden
- Альбом года — «Black Ice» группы AC/DC
- Metal Guru — Biff Byford из группы Saxon
- За выдающийся вклад — Ронни Вуд
- Лучшая новая группа — Chichenfoot
- Лучшее переиздание — Black Sabbath за переиздание первых трёх альбомов группы.
- DVD / Film Of The Year — Anvil! The Story of Anvil
- Событие года — Download Festival
- «Вдохновение» имени Томми Вэнса — премия присуждена покойному барабанщику группы Led Zeppelin Джону Бонэму
- Innovator — Джинджер Бейкер
- VIP Award — Doc McGhee
- Spirit Of Prog (дух прогрессивного рока) — Dream Theater
- Marshall ’11’ Award (награда за гитарное мастерство) — Билли Гиббонс (Billy Gibbons) из группы ZZ Top.
- Childline Rocks Award — Steve Harley
- Классический автор — Пол Роджерс (Paul Rodgers)
- Классический альбом — «Rocks», альбом 1976 года группы Aerosmith
- Breakthrough — Joe Bonamassa
- Возвращение года — Mott The Hoople

### Classic Rock Awards — 2010
Церемония награждения состоялась 10 ноября 2010 года в Лондоне в зале The Roundhouse. Церемонию вёл Элис Купер.
- Living Legend Award (Живая легенда) — Прог-рок трио из Канады Rush.
- Группа года — AC/DC
- Альбом года — Slash
- Лучшая новая группа — The Union
- Переиздание года — альбом «Exile On Main St.» группы Rolling Stones.
- Событие года — JOURNEY’s «Don’t Stop Believing» Goes Top 10
- За выдающийся вклад — Джон Пол Джонс.
- Metal Guru — Гизер Батлер.
- Marshall «11» Award (награда за гитарное мастерство) — Михаэль Шенкер
- Классический альбом  — «Live at Budokan» группы Cheap Trick
- «Вдохновение» имени Томми Вэнса — премия присуждена покойному Ронни Джеймсу Дио.
- Spirit Of Prog — Rick Wakeman
- Childline Rocks Award — Glenn Hughes
- Innovator- Killing Joke

### Classic Rock Awards — 2011
Церемония награждения состоялась 09 ноября 2011 года в Лондоне в клубе The Roundhouse. Церемонию награждения вёл Джинн Симмонс.
- Living Legend Award (Живая легенда) — Джефф Бек
- Группа года — Foo Fighters

### Classic Rock Awards — 2012
- Living Legend Award (Живая легенда) — ZZ Top.
- Группа года — Rush
- Альбом года — Rush «Clockwork Angels»
- Metal Guru — Anthrax
- За выдающийся вклад — The Damned
- Лучшая новая группа — Tracer
- Лучшее переиздание — Pink Floyd’s «Immersion»
- DVD / Film Of The Year — Pink Floyd «The Story Of Wish You Were Here»
- «Вдохновение» имени Томми Вэнса — Джон Лорд (Deep Purple)
- VIP Award — Тони Смит
- Spirit Of Prog (дух прогрессивного рока) — Family
- Классический автор — Расс Баллард
- Классический альбом — Status Quo «Live!»
- Breakthrough — Rival Sons
- «Лучший шоумен» — Ники Сиккс
- Возвращение года — Lynyrd Skynyrd